# 施薬院秀隆
施薬院 秀隆（やくいん ひでたか/しゅうりゅう、天正元年（1573年） - 天正18年（1590年））は、安土桃山時代の医師。施薬院全宗の子。施薬院使。姓の読みは「せやくいん」とも。母は永原実賢の娘。
父の全宗と同じく豊臣秀吉に仕え、諱の字を与えられ秀隆と称するとともに、従五位下、侍従に叙任された。この時、本姓を丹波氏より藤原氏に改めた。天正16年（1588年）後陽成天皇が聚楽第に行幸の時に騎馬にて供奉し、和歌御会に出席する。その後従四位下、少将に叙任され、父と共に秀吉に重用されるが、外来の流行病に罹り、父に先立ち夭折した。